# العربية (أولاد امبارك)
العربية هو دُوَّار يقع بجماعة هوارة أولاد رحو، إقليم جرسيف، جهة الشرق في المملكة المغربية. ينتمي الدوّار لمشيخة أولاد امبارك التي تضم 5 دواوير. يقدر عدد سكانه بـ 176 نسمة حسب الإحصاء الرسمي للسكان والسكنى لسنة 2004.

## روابط خارجية
- البوابة الوطنية للجماعات الترابية
- المندوبية السامية للتخطيط